# Lijst van zeldzame huisdierrassen

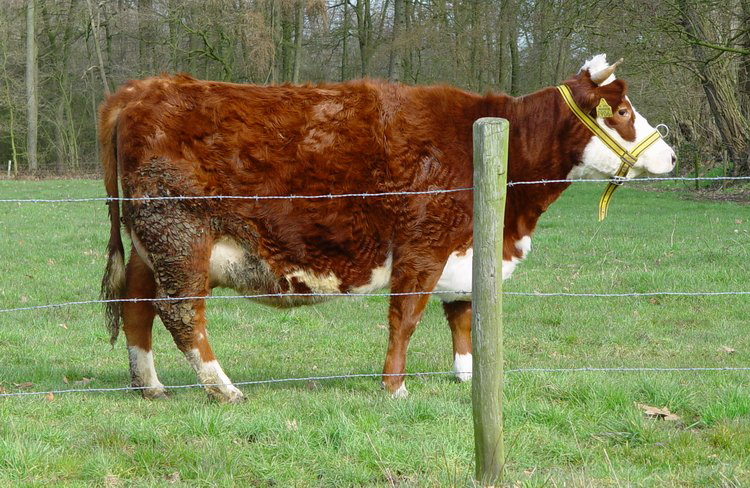
Groninger blaarkop

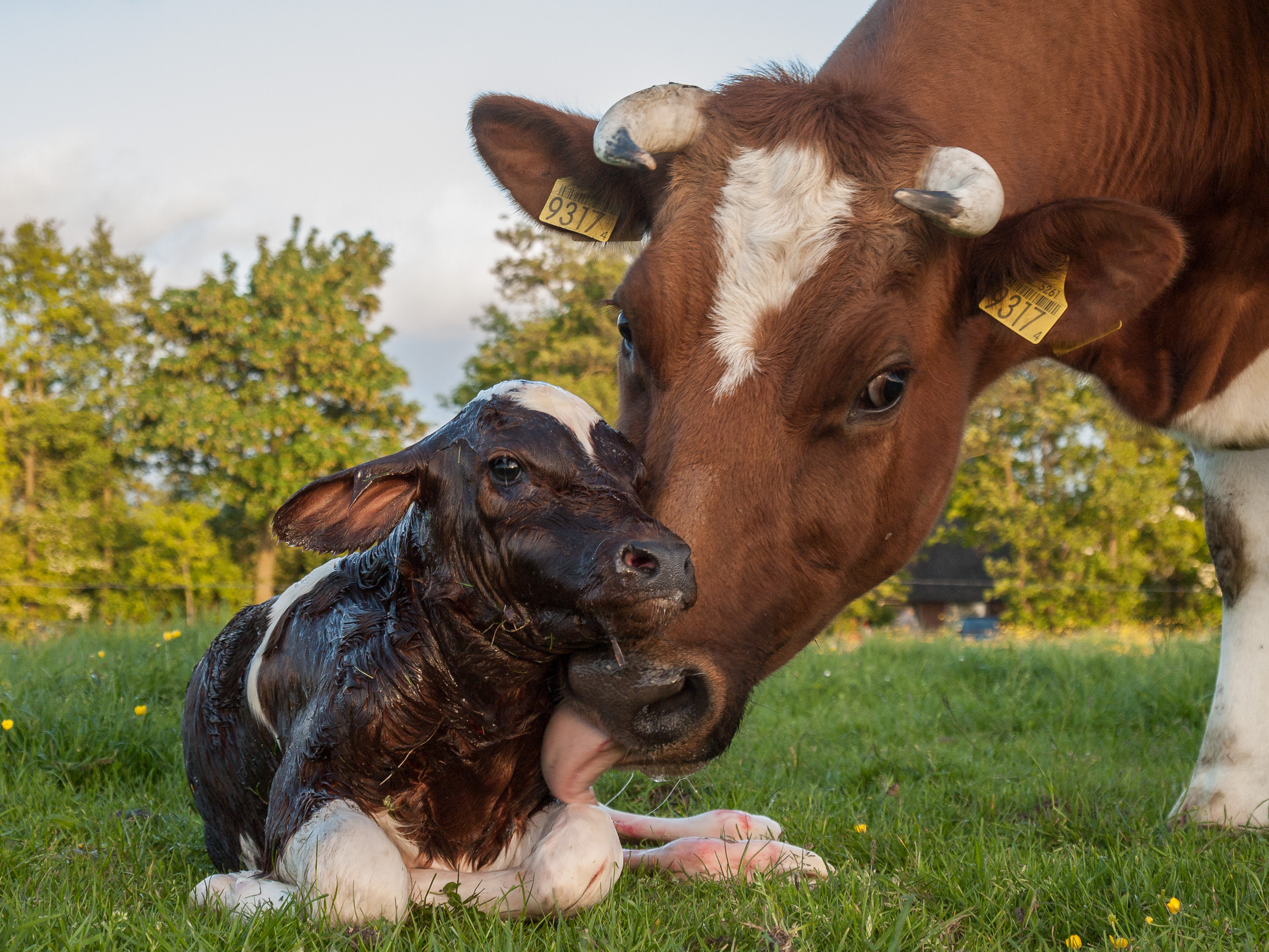
Friese roodbonte koe

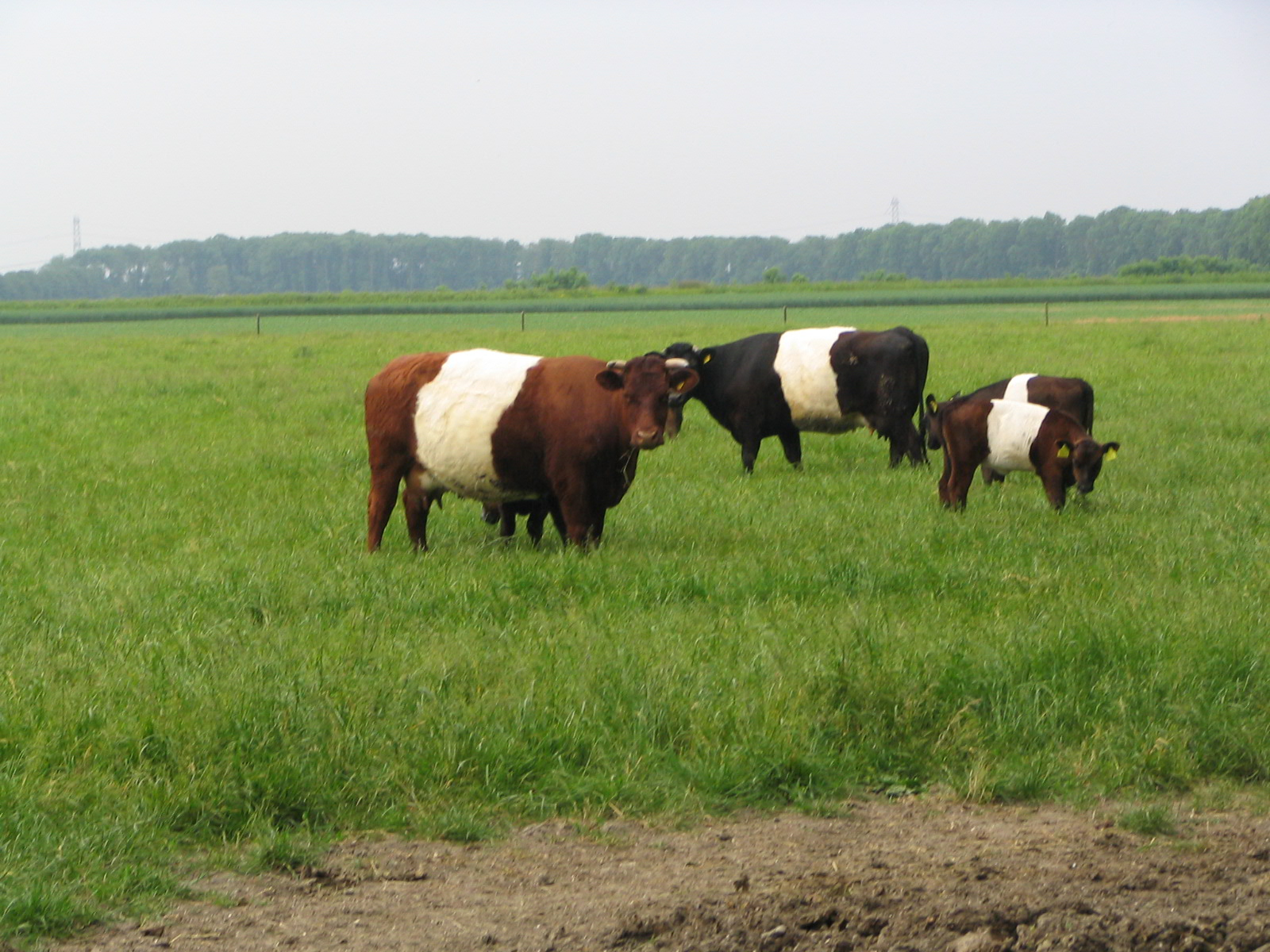
Lakenvelder

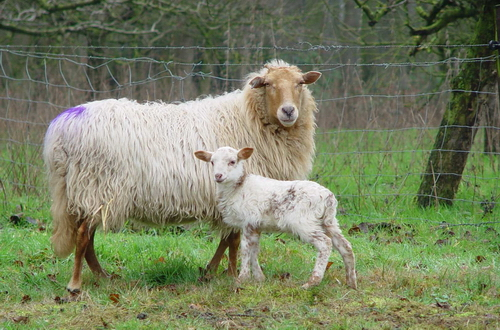
Drents heideschaap

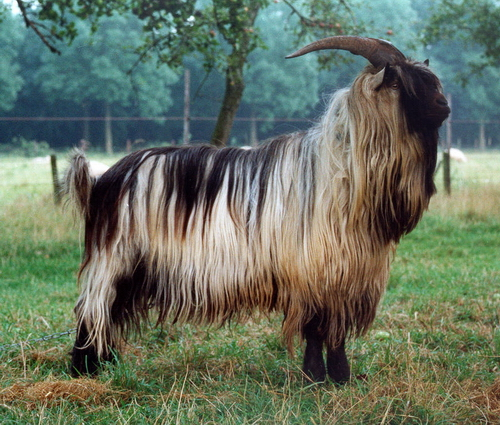
Nederlandse landgeit

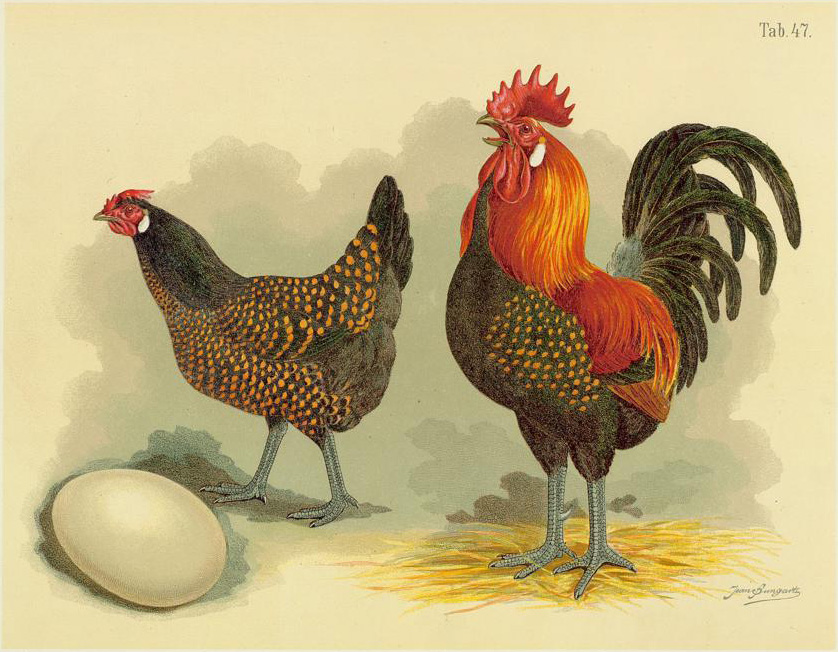
Bergse kraaier (Afb. Jean Bungartz, 1885)

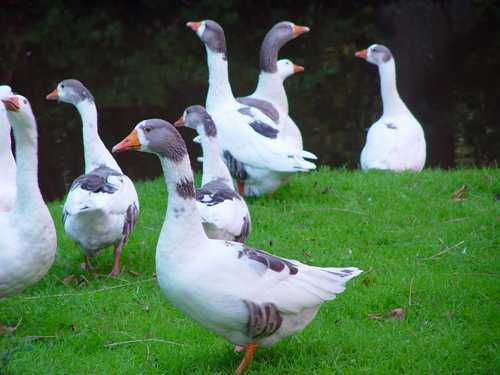
Twentse landgans

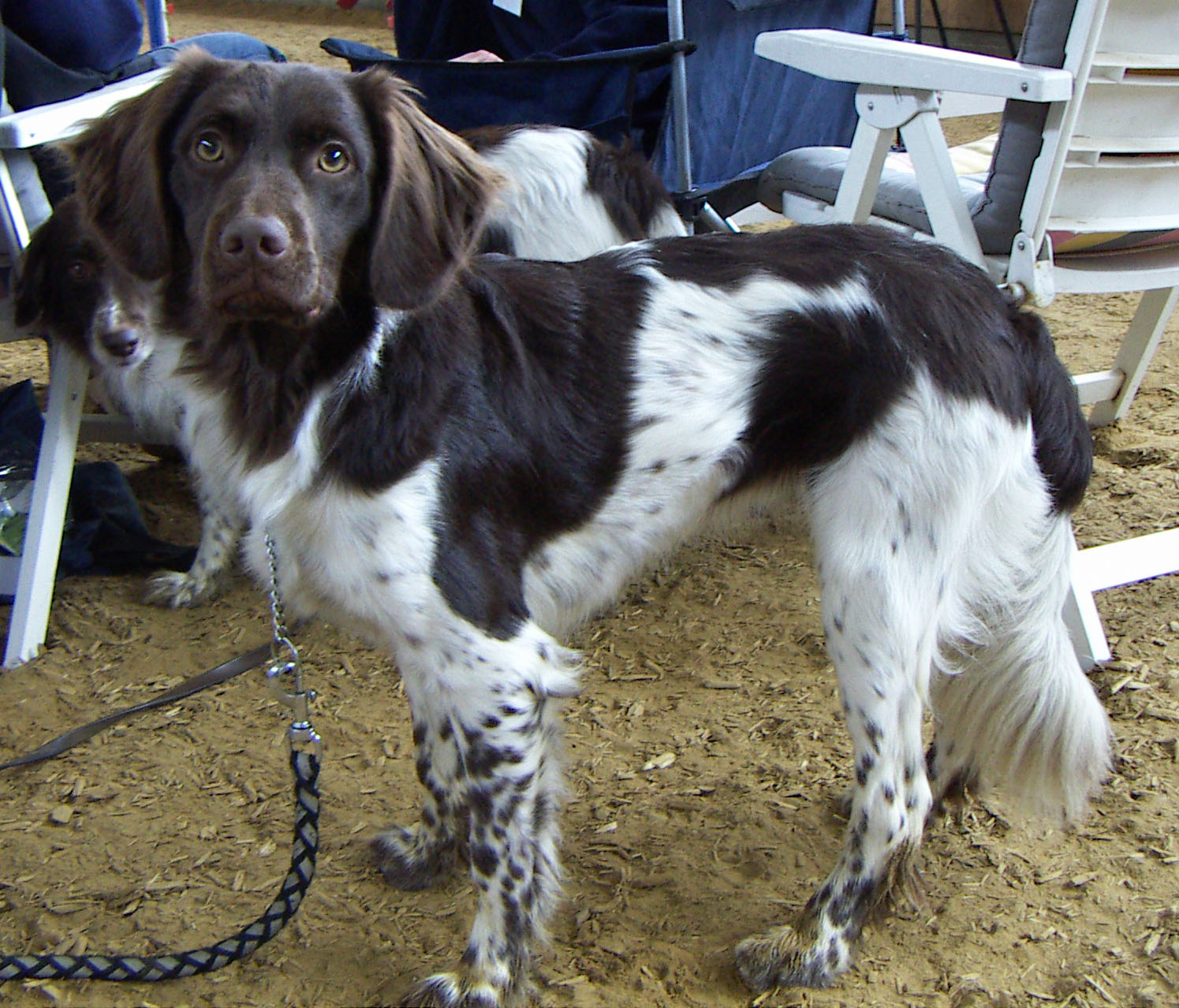
Stabij

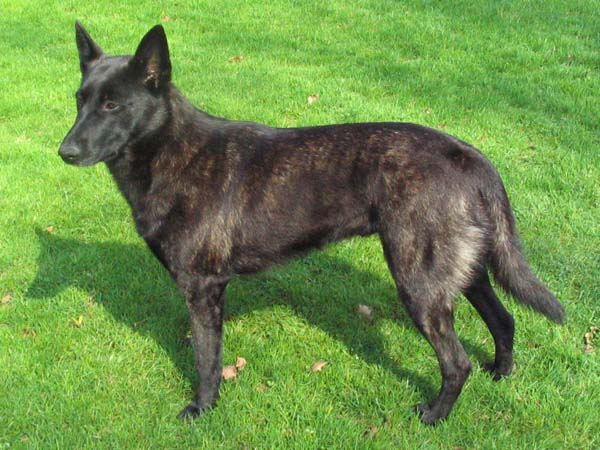
Hollandse herder

Een zeldzaam huisdierras is een oud ras dat met uitsterven werd/wordt bedreigd of zeer weinig wordt gehouden. De lijsten hieronder bevatten een aantal voorbeelden van deze rassen.

## Runderen
- Brandrood rund
- Fries-Hollands
- Fries roodbont
- Groninger blaarkop
- Lakenvelder
- Maas-Rijn-IJsselvee (MRIJ)
- Witrik

## Schapen
- Blauwe texelaar
- Coburger fuchs
- Drents heideschaap
- Fries melkschaap
- Kempisch heideschaap
- Mergellandschaap
- Schoonebeker heideschaap
- Veluws heideschaap
- Zeeuws melkschaap
- Zwartbles

## Geiten
- Nederlandse Bonte geit
- Nederlandse landgeit
- Nederlandse Toggenburger
- Nederlandse Witte geit

## Paarden
- Gelders paard
- Groninger paard
- Nederlands trekpaard
- Oost-Fries paard (Duits/GEH)

## Hoenders
- Assendelfter
- Bergse kraaier (Duits/GEH)
- Bergse hangkam (Duits/GEH)
- Brabanter
- Drents hoen
- Duitse kruiper (Duits/GEH)
- Fries hoen
- Groninger meeuw
- Hollandse kriel
- Hollands kuifhoen
- Nederlands baardkuifhoen
- Kraaikop
- Lakenvelder
- Mechelse koekoek
- Noord-Hollandse blauwe
- Nederlandse sabelpootkriel
- Oost-Friese meeuw (Duits/GEH)
- Twents hoen
- Uilebaard
- Welsumer

## Ganzen, eenden en duiven
- Groninger slenk
- Gelderse slenk
- Hyacintduif
- Krombekeend
- Twentse landgans
- Witborsteend

## Insecten
- Nederlandse bij

## Honden
- Drentsche patrijshond
- Friese Stabij
- Hollandse herder
- Hollandse smoushond
- Kooikerhondje
- Markiesje
- Saarlooswolfhond
- Schapendoes
- Wetterhoun

## Konijnen
- Beige
- Deilenaar
- Eksterkonijn
- Gouwenaar
- Havana
- Thrianta